# 海地總理
海地总理（法語：Premier ministre d'Haïti）是海地共和国的政府首脑。总理由总统任命，再经国会批准。总理主責內政事務，並襄助总统處理外交、国防事項。

## 海地总理列表（1988年－）
政党
  无党籍
  RDNP
  拉瓦拉斯政治组织
  MIDH
  拉瓦拉斯之家
  希望阵线
  农民代表党
  民主联盟党
  團結聯盟
  海地民主運動 - 海地民主聯盟
  海地光头党
| #                      | #    | 肖像 | 姓名 (生-卒)                                                           | 就任           | 离任                      | 政党                        | 立法 (选举)  |
| ---------------------- | ---- | ---- | ---------------------------------------------------------------------- | -------------- | ------------------------- | --------------------------- | ------------ |
|                        | 1    |      | 马提雅尔·塞莱斯坦 （1913－2011） （Martial Célestin）                  | 1988年2月9日   | 1988年6月20日             | 无党籍                      | I (1988)     |
| 1988年至1991年职务废除 |      |      |                                                                        |                |                           |                             |              |
|                        | 2    |      | 勒内·普雷瓦尔 （1943－2017） （René Préval）                           | 1991年2月13日  | 1991年10月11日 (政变废黜) | 拉瓦拉斯政治组织            | II (1991)    |
|                        | 3    |      | 让-雅克·霍诺拉特 （1931－2023） （Jean-Jacques Honorat）               | 1991年10月11日 | 1992年6月19日             | 无党籍                      | II (1991)    |
|                        | 4    |      | 马克·巴赞 （1932－2010） （Marc Bazin）                                | 1992年6月19日  | 1993年8月30日             | MIDH                        | II (1991)    |
|                        | 5    |      | 罗伯特·马尔瓦尔 （1943－） （Robert Malval）                           | 1993年8月30日  | 1994年11月8日             | 无党籍                      | III (1993)   |
|                        | 6    |      | 斯马克·米歇尔 （1937－2012） （Smarck Michel）                         | 1994年11月8日  | 1995年11月7日             | 拉瓦拉斯政治组织            | III (1993)   |
|                        | 7    |      | 克劳德特·韦尔莱格 （1946－） （Claudette Werleigh）                    | 1995年11月7日  | 1996年2月27日             | 拉瓦拉斯政治组织            | IV (1995)    |
|                        | 8    |      | 罗尼·斯马斯 （1940－） （Rosny Smarth）                                | 1996年2月27日  | 1997年10月20日            | 拉瓦拉斯政治组织            | IV (1995)    |
| 1997年至1999年空白期   |      |      |                                                                        |                |                           |                             |              |
|                        | 9    |      | 雅克-爱德华·亚历克西 （1947－） （Jacques-Édouard Alexis）             | 1999年3月26日  | 2001年3月2日              | 拉瓦拉斯之家                | V (1997)     |
|                        | 10   |      | 让-玛丽·切雷斯塔尔 （1947－） （Jean Marie Chérestal）                 | 2001年3月2日   | 2002年3月15日             | 拉瓦拉斯之家                | VI (2000)    |
|                        | 11   |      | 伊冯·内普蒂纳 （1946－） （Yvon Neptune）                              | 2002年3月15日  | 2004年3月12日 (政变废黜)  | 拉瓦拉斯之家                | VI (2000)    |
|                        | 12   |      | 热拉尔·拉托尔蒂 （1934－2023） （Gérard Latortue）                     | 2004年3月12日  | 2006年6月9日              | 无党籍                      | VI (2000)    |
|                        | (9)  |      | 雅克-爱德华·亚历克西 （1947－） （Jacques-Édouard Alexis）             | 2006年6月9日   | 2008年9月5日              | 希望阵线                    | VII (2006)   |
|                        | 13   |      | 米歇尔·皮埃尔-路易 （1947－） （Michèle Pierre-Louis）                 | 2008年9月5日   | 2009年11月11日            | 无党籍                      | VII (2006)   |
|                        | 14   |      | 让-马克斯·贝勒里夫 （1958－） （Jean-Max Bellerive）                   | 2009年11月11日 | 2011年10月18日            | 希望阵线                    | VII (2006)   |
|                        | 15   |      | 加里·科尼耶 （1966－） （Garry Conille）                               | 2011年10月18日 | 2012年5月16日             | 无党籍                      | VIII(2011)   |
|                        | 16   |      | 洛朗·拉莫特 （1972－） （Laurent Lamothe）                             | 2012年5月16日  | 2014年12月20日            | 无党籍                      | VIII(2011)   |
|                        | -    |      | 弗洛朗斯·迪普瓦尔·吉尧姆 代理 （？－） （Florence Duperval Guillaume） | 2014年12月20日 | 2015年1月16日             | 无党籍                      | VIII(2011)   |
|                        | 17   |      | 埃旺·保罗 （1955－） （Evans Paul）                                    | 2015年1月16日  | 2016年2月25日             | 民主联盟党                  | VIII(2011)   |
|                        | 18   |      | 費利茨·尚 （1953－） （Fritz Jean）                                    | 2016年2月25日  | 2016年3月25日             | 團結聯盟                    | IX (2015–16) |
|                        | 19   |      | 埃内克斯·让-夏尔 （1960－） （Enex Jean-Charles）                      | 2016年3月25日  | 2017年3月21日             | 无党籍                      | IX (2015–16) |
|                        | 20   |      | 雅克·居伊·拉丰唐 （1961－） （Jack Guy Lafontant）                     | 2017年3月21日  | 2018年9月17日             | 海地民主運動 - 海地民主聯盟 | IX (2015–16) |
|                        | 21   |      | 让·亨利·塞昂 （1956－） （Jean-Henry Céant）                           | 2018年9月17日  | 2019年3月21日             | 无党籍                      | IX (2015–16) |
|                        | -    |      | 让·米歇尔·拉潘 代理 （？－） （Jean-Michel Lapin）                     | 2019年3月21日  | 2020年3月4日              | 无党籍                      | IX (2015–16) |
|                        | 22   |      | 約瑟夫·朱特 （1961－） （Joseph Joute）                                | 2020年3月4日   | 2021年4月13日             | 无党籍                      | IX (2015–16) |
|                        | -    |      | 克洛德·约瑟夫 代理 （？－） （Claude Joseph）                          | 2021年4月14日  | 2021年7月20日             | 无党籍                      | IX (2015–16) |
|                        | 23   |      | 阿里埃尔·亨利 （1949－） （Ariel Henry）                               | 2021年7月20日  | 2024年4月24日             | 團結聯盟                    | IX (2015–16) |
|                        | -    |      | 米歇尔·帕特里克·布瓦维特 （？－） （Michel Patrick Boisvert）          | 2024年2月25日  | 2024年6月3日              | 无党籍                      | IX (2015–16) |
|                        | (15) |      | 加里·科尼耶 （1966－） （Garry Conille）                               | 2024年6月3日   | 2024年11月10日            | 无党籍                      | IX (2015–16) |
|                        | -    |      | 阿利克斯·迪迪埃·菲斯-艾梅 （1971－） （Alix Didier Fils-Aimé）         | 2024年11月10日 | 現任                      | 无党籍                      | IX (2015–16) |